# Joan Font i Maduixer
Joan Font i Maduixer, de vegades anomenat Fonte (Terrassa, 1574 — El Zape, Mèxic, 1616) fou un prevere i missioner jesuïta, mort màrtir a Mèxic. Ha estat proclamat Servent de Déu per l'Església catòlica. Un carrer de Terrassa porta el seu nom.

## Biografia
A partir dels deu anys, estudià al seminari de Barcelona i ingressà en 1593 a la Companyia de Jesús, on completà els seus estudis. L'any 1599 fou destinat a la Nova Espanya (Mèxic), on s'incorporà a les missions del nord, a la regió fronterera dels tarahumares, a l'actual estat mexicà de Chihuahua, on es dedicà a l'evangelització dels indis i per això aprengué les llengües tarahumara i dels tepehuans i convisqué amb ells, sense cap companyia d'altres blancs.
Va escriure diverses obres lingüístiques: Arte, gramàtica d'aquestes llengües nadiues; un Vocabulario i un Catecismo en llengua tepehuana. El primer poble que fundà fou El Zape, en 1604, amb la missió dedicada a Sant Ignasi, i després San Ignacio Tenerapa, Santos Reyes, Atotonilco, Santa Cruz de Nasas i Tizonazo i, finalment, San Pablo de Tepeguanes (Balleza). Intervingué com a pacificador en el conflicte que mantenien tepehuans i tarahumares, sense èxit.
S'hi formà una comunitat cristiana, amb vuit jesuïtes, que va produir un nombre important de conversions. Una carta de 1608 reflecteix el seu entusiasme:
| « | Acá lo más que veo es que, habiendo sido estos tepeguanes la gente más rebelde, soberbia y traidora de toda la tierra, después que dieron la paz, que habrá once años, no han hecho el menor delito, ni en común ni en particular, por lo cual se haya ahorcado o azotado o tenido en la cárcel a alguno. Ni de los cristianos se nos va alguno a pueblos gentiles por disgusto de la doctrina o por apremio, y por este respeto nos piden de todas partes que vayamos a adoctrinarlos... «Para mí tengo que en estas doctrinas nuevas, donde a los principios no tenemos casas, ni iglesias, ni qué comer, son más a propósito un sacerdote y un hermano coadjutor, que dos sacerdotes, porque el edificar cansa mucho y ocupa tiempo, y si el sacerdote tiene todo en un buen compañero, trabaja para seis... «Yo quedo muy contento y animado, viendo la puerta que se nos abre para grandes conversiones y mucho más por ver se hace sin gasto de capitanes y soldados, lo cual he procurado siempre y procuraré, porque, no habiendo extraordinarios gastos, con mejor gana los ministros del Rey darán sacerdotes para la doctrina, y sin duda los naturales gustan de vernos solos en sus tierras, y viendo soldados españoles se recatan | » |

No obstant això, el fet que Font promogué la destrucció de les imatges d'ídols i dels temples locals, provocà l'animadversió dels indígenes. A més, els espanyols els obligaven a treballar a les mines de plata i el descontentament era gran, per la qual cosa iniciaren una rebel·lió, anomenada Primera Rebel·lió Tepehuana. Conduïda per un cabdill convertit, Quaulatlas, en la qual moriren 19 colons espanyols i 60 obrers negres, entre ells el pare Font i el seu company jesuïta Jerónimo de Moranta (Mallorca, 1575), el 19 de novembre de 1616. La missió fou abandonada i les missions no continuaren a la regió fins al 1630.
Els cossos dels missioners foren recuperats i portats a Victoria de Durango, capital de la Nova Biscaia, on foren sebollits a l'església dels jesuïtes.